# Goesella
Goesella es un género de foraminífero bentónico de la subfamilia Valvulininae, de la familia Valvulinidae, de la superfamilia Eggerelloidea, del suborden Textulariina y del orden Textulariida. Su especie tipo es Clavulina rotundata. Su rango cronoestratigráfico abarca desde el Oligoceno hasta la Actualidad.

## Discusión
Clasificaciones previas incluían Goesella en la superfamilia Textularioidea.

## Clasificación
Goesella incluye a las siguientes especies:
- Goesella carpathica
- Goesella conversa
- Goesella flintii
- Goesella guraboensis
- Goesella mississippiensis
- Goesella parva
- Goesella pliocenica
- Goesella rotundata
- Goesella rugosa
- Goesella rugulosa
- Goesella trincherasensis
- Goesella waddensis